# صحراء الظل المطري

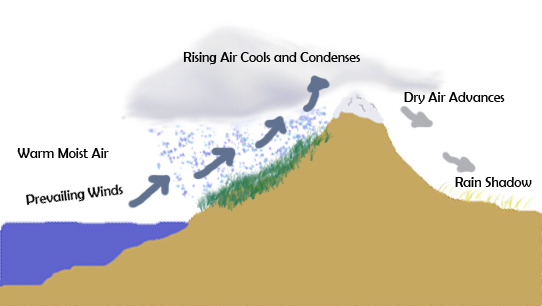
صحراء الظل المطري.

صحراء الظل المطري هي منطقة قليلة الأمطار - أمطارها دون 250 مم - تقع خلف حاجز جبلي، حيث تكون الرياح قد فقدت الجزء الأكبر من حمولتها من بخار الماء فوق سفح الجبل المواجه لها، ولذا تصل مقدمة السفح الآخر الواقع في ظل الرياح، ومن الأمثلة على صحراء الظل المطري: المنطقة التي يجري فيها نهر كولومبيا الواقعة شرقي جبال الكاسكيد - غربي الولايات المتحدة -.